# 阿野茂浩
阿野 茂浩（あの しげひろ、1964年（昭和39年） - ）は、日本の工学者。情報処理学会フェロー。KDDI財団理事長。東京工業大学非常勤講師。東京都出身。

## 経歴
東京都出身。1987年（昭和62年）、早稲田大学理工学部電子通信学科を卒業し、1989年（平成元年）、同大学大学院修士課程を修了。同年にKDD（現在のKDDI）に入社し、KDDI総合研究所にてATM交換方式、IPネットワーク管理・制御、次世代インターネットの研究を担当した。
2013年（平成25年）よりKDDI研究所執行役員を経て、運用システム開発部長、運用支援システムの開発に従事。また母校である早稲田大学で博士（工学）を授与。これまでに東京工業大学非常勤講師（2013年-2015年）や情報処理学会企画担当理事などを歴任。
2022年（令和4年）、KDDI財団理事長に就任。2023年（令和5年）、情報処理学会フェローに就任。

## 不祥事
2024年（令和6年）7月5日に警察官による職務質問で、所持物から覚醒剤および違法薬物が見つかり、覚醒剤取締法違反（所持）の現行犯で逮捕された。